# Gigantoceras adoxodes
Gigantoceras adoxodes är en fjärilsart som beskrevs av Bethune-Baker 1911. Gigantoceras adoxodes ingår i släktet Gigantoceras och familjen trågspinnare. Inga underarter finns listade i Catalogue of Life.